# Astragalus oxytropifolius
Astragalus oxytropifolius är en ärtväxtart som beskrevs av Pierre Edmond Boissier. Astragalus oxytropifolius ingår i släktet vedlar, och familjen ärtväxter. Inga underarter finns listade i Catalogue of Life.